# Hemipogon piranii
Hemipogon piranii là một loài thực vật có hoa trong họ La bố ma. Loài này được (Fontella) Rapini mô tả khoa học đầu tiên năm 2003.